# Кривавий бордель
Кривавий бордель (англ. Bordello of Blood) — американський фільм жахів 1996 року.

## Сюжет
Група підлітків відпочивають в барі. До них підходить незнайома людина і розповідає про бордель, розташований на території похоронного бюро. Підлітки відправляються в це місце в пошуках розваг. Однак виявляється, що повіями в борделі є жінки-вампіри. Через кілька днів старша сестра одного із зниклих підлітків наймає приватного детектива щоб знайти свого брата. Незабаром, після деяких пошуків, приватний детектив знаходить бордель, яким управляє мадам Ліліт.

## У ролях
- Джон Кассир — Хранитель склепу, голос
- Денніс Міллер — Рейф Гутман
- Еріка Еленьяк — Кетрін Вердо
- Енджі Евергарт — Ліліт
- Кріс Сарандон — преподобний Каррент
- Корі Фельдман — Калеб Вердо
- Обрі Морріс — МакКатчеон
- Філ Фондакаро — Вінсент Пратер
- Вільям Седлер — Мумія
- Кіара Гантер — Тамара
- Леслі Енн Філліпс — Патріс
- Джульєтта Ріг — Таллула
- Елі Габай — Мігель
- Метт Гілл — Реджі
- Ерік Кінлісайд — Нунан
- Кім Кондрашофф — Дженкінс
- Роберт Муніч — Зік
- Гері Старр — Джед
- Робін Дуглас — Луїс
- Доріан Джо Кларк — Йонас
- Равіндер Тур — бармен